# Andelat
Andelat (okzitanisch Andelac) ist ein zentralfranzösischer Ort und eine Gemeinde mit 474 Einwohnern (Stand 1. Januar 2022) im Département Cantal in der Region Auvergne-Rhône-Alpes.

## Lage
Der Ort Andelat liegt in einer Höhe von ca. 860 m ü. d. M. am Fluss Ander, einem Nebenfluss der Truyère. Die Entfernung nach Saint-Flour beträgt nur ca. 5 km (Fahrtstrecke) in nordwestlicher Richtung.

## Bevölkerungsentwicklung
| Jahr                       | 1800 | 1851 | 1901 | 1954 | 1999 | 2013 |
| Einwohner                  | 681  | 597  | 612  | 369  | 335  | 456  |
| Quellen: Cassini und INSEE |      |      |      |      |      |      |

Der Bevölkerungsrückgang im 20. Jahrhundert resultiert im Wesentlichen aus dem Mangel an Arbeitsplätzen infolge der Mechanisierung der Landwirtschaft. Wegen der Nähe zur Stadt Saint-Flour ist in den letzten Jahrzehnten wieder ein leichter Anstieg zu verzeichnen.

## Wirtschaft
Der Ort Andelat diente jahrhundertelang den ausschließlich landwirtschaftlich orientierten und sich selbstversorgenden Weilern (hameaux) und Einzelgehöften in der Umgebung als Handwerks-, Handels- und Dienstleistungszentrum. Seit der Mitte des 20. Jahrhunderts spielt der Tourismus in Form der Vermietung von Ferienwohnungen (gîtes) eine nicht unbedeutende Rolle für das Wirtschaftsleben des Ortes.

## Geschichte
Über die Geschichte von Andelat ist nur wenig bekannt – von Johann II. wurde der Ort im Jahr 1360 zum Sitz einer Bailliage ernannt, doch entschied sich der örtliche Magistrat dagegen. In der Zeit des Hundertjährigen Krieges (1337–1453) geriet das Château du Sailhant für mehrere Jahre in die Hände der Engländer. Im Verlauf des Hugenottenkrieges (1562–1598) kam der Ort anscheinend ohne Schäden davon.

## Sehenswürdigkeiten

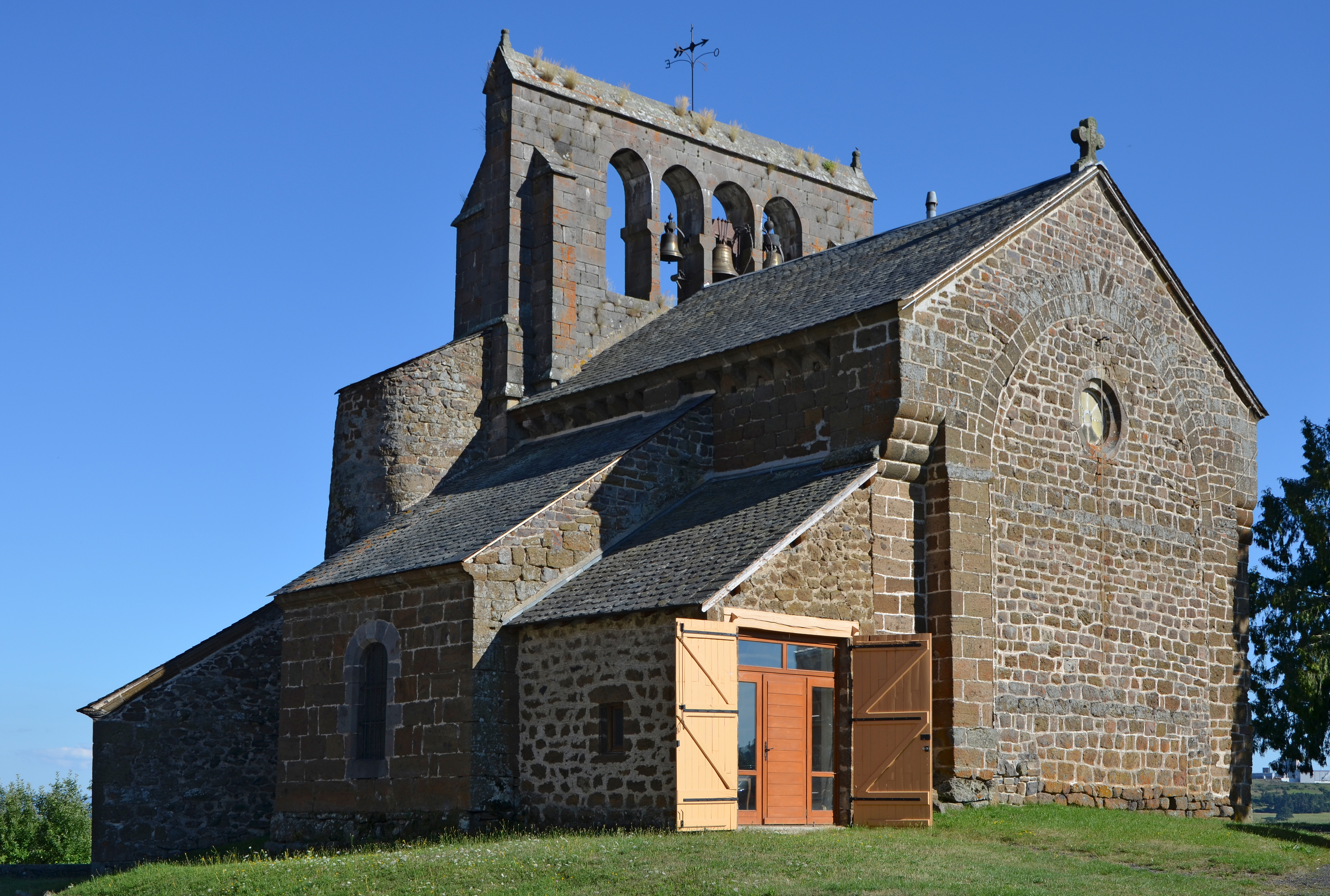
Kirche Saint-Cirgues

- Die Pfarrkirche Saint-Cirgues ist erstmals im 12. Jahrhundert erwähnt; der heutige Bau stammt jedoch aus dem 13. und 15. Jahrhundert. Die Apsis ist polygonal gebrochen; markantester Bauteil ist jedoch der breitgelagerte, sich über dem Chorbogen erhebende Glockengiebel (clocher mur), über dessen genaues Alter Unklarheit besteht. Das Eingangsportal befindet sich – wie in der Region häufig zu sehen – auf der Südseite. Beachtenswert sind einige Köpfe im Konsolenfries der Apsis. Der im 17., 18. und 19. Jahrhundert restaurierte Bau ist seit dem Jahr 1969 als Monument historique anerkannt.[1]
- Ein Wegkreuz aus dem 16. Jahrhundert mit einer einfachen Muttergottesfigur (Notre-Dame de la Pitié) ist seit 1971 als Monument historique eingestuft.[2]

außerhalb
- Das auf einem dreieckig zulaufenden Felsen beim Weiler Sailhant stehende Château du Sailhant gehört zu den imposantesten Burgen der Auvergne. Es wurde im 13. Jahrhundert als militärischer Vorposten der Stadt Saint-Flour erbaut und wechselte in den Folgejahren mehrfach den Besitzer. Architektonisch besteht die in Privatbesitz befindliche Burg aus einem mehrgeschossigen Donjon; im 15. oder frühen 16. Jahrhundert wurde ein mehrtürmiger Wohntrakt (corps de logis) als eine Art Querriegel davorgestetzt. Die Burg ist bis heute nicht als Monument historique anerkannt.